# Orectis euprepiata
Orectis euprepiata là một loài bướm đêm trong họ Noctuidae.